# Sigeion
Sigeion (altgriechisch Σίγειον (n. sg.), lateinisch Sigeum) war in der Antike der Name eines Vorgebirges im Westen der kleinasiatischen Landschaft Troas und einer griechischen Stadt auf diesem Vorgebirge an der Einfahrt zum Hellespont (Dardanellen).
Sigeion wurde ursprünglich von Äoliern aus Mytilene besiedelt. Um 600 v. Chr. ließen sich dort Siedler aus Athen unter Führung des Olympiasiegers Phrynon nieder. Nach längeren Kämpfen zwischen Athenern und Mytilenern, in deren Verlauf Phrynon im Zweikampf mit Pittakos fiel und der Dichter Alkaios aus der Schlacht floh, kam es unter Vermittlung des korinthischen Tyrannen Periander zu einem Waffenstillstand, und Mytilene gründete in der Nähe die Siedlung Achilleion. Ein erneuter Konflikt brach um 540 v. Chr. aus, in dessen Verlauf der attische Tyrann Peisistratos seinen Sohn Hegesistratos als Herrscher von Sigeion einsetzte. Nach seiner Vertreibung aus Athen 510 v. Chr. ließ sich Peisistratos’ Sohn und Nachfolger Hippias in Sigeion nieder, das inzwischen unter persischer Oberhoheit stand. Die Stadt gehörte im 5. Jahrhundert zum Delisch-Attischen Seebund. Während der Diadochenkriege wurde Sigeion von Lysimachos erobert und im 3. Jahrhundert v. Chr. vom benachbarten Ilion zerstört.